# Snowboard ai XXII Giochi olimpici invernali - Snowboard cross femminile
Tra le competizione dello snowboard che si sono tenuteo ai XXII Giochi olimpici invernali di Soči (in Russia) c'è stato lo snowboard cross femminile. L'evento si è disputato il 16 febbraio sul tracciato di Krasnaja Poljana.
Detentrice del titolo di campionessa olimpico uscente era la canadese Maëlle Ricker, che vinse a Vancouver 2010, sul tracciato di Whistler (in Canada), precedendo la francese Deborah Anthonioz (medaglia d'argento) e la svizzera Olivia Nobs (medaglia di bronzo).
Campionessa olimpica si è laureata la ceca Eva Samková, che ha preceduto la canadese Dominique Maltais, medaglia d'argento, e la francese Chloé Trespeuch, medaglia di bronzo.

## Risultati

### Quarti di finale
Quarto di finale 1
| Rank | Atleta               | Nazione     | Note |
| ---- | -------------------- | ----------- | ---- |
| 1    | Eva Samková          | Rep. Ceca   | Q    |
| 2    | Nelly Moenne-Loccoz  | Francia     | Q    |
| 3    | Faye Gulini          | Stati Uniti | Q    |
| 4    | Déborah Anthonioz    | Francia     |      |
| 5    | Maria Ramberger      | Austria     |      |
| DNS  | Jacqueline Hernandez | Stati Uniti |      |

Quarto di finale 2
| Rank | Atleta               | Nazione  | Note |
| ---- | -------------------- | -------- | ---- |
| 1    | Chloé Trespeuch      | Francia  | Q    |
| 2    | Simona Meiler        | Svizzera | Q    |
| 3    | Susanne Moll         | Austria  | Q    |
| 4    | Isabel Clark Ribeiro | Brasile  |      |
| 5    | Charlotte Bankes     | Francia  |      |
|      | Maëlle Ricker        | Canada   | DNF  |

Quarto di finale 3
| Rank | Atleta             | Nazione       | Note |
| ---- | ------------------ | ------------- | ---- |
| 1    | Dominique Maltais  | Canada        | Q    |
| 2    | Aleksandra Zhekova | Bulgaria      | Q    |
| 3    | Zoe Gillings       | Gran Bretagna | Q    |
| 4    | Raffaella Brutto   | Italia        |      |
| 5    | Bell Berghuis      | Paesi Bassi   |      |
| 6    | Yuka Fujimori      | Giappone      |      |

Quarto di finale 4
| Rank | Atleta                | Nazione     | Note |
| ---- | --------------------- | ----------- | ---- |
| 1    | Lindsey Jacobellis    | Stati Uniti | Q    |
| 2    | Michela Moioli        | Italia      | Q    |
| 3    | Belle Brockhoff       | Australia   | Q    |
| 4    | Sandra Daniela Gerber | Svizzera    |      |
| 5    | Torah Bright          | Australia   |      |
|      | Helene Olafsen        | Norvegia    | DNS  |

### Semifinali
Semifinale 1
| Rank | Atleta              | Nazione     | Note |
| ---- | ------------------- | ----------- | ---- |
| 1    | Eva Samková         | Rep. Ceca   | Q    |
| 2    | Chloé Trespeuch     | Francia     | Q    |
| 3    | Faye Gulini         | Stati Uniti | Q    |
| 4    | Nelly Moenne-Loccoz | Francia     |      |
|      | Susanne Moll        | Austria     | DSQ  |
|      | Simona Meiler       | Svizzera    | DSQ  |

Semifinale 2
| Rank | Atleta             | Nazione       | Note |
| ---- | ------------------ | ------------- | ---- |
| 1    | Dominique Maltais  | Canada        | Q    |
| 2    | Aleksandra Zhekova | Bulgaria      | Q    |
| 3    | Michela Moioli     | Italia        | Q    |
| 4    | Zoe Gillings       | Gran Bretagna |      |
| 5    | Belle Brockhoff    | Australia     |      |
| 6    | Lindsey Jacobellis | Stati Uniti   |      |

### Finale
Finale B
| Rank | Atleta              | Nazione       | Note |
| ---- | ------------------- | ------------- | ---- |
| 7    | Lindsey Jacobellis  | Stati Uniti   |      |
| 8    | Belle Brockhoff     | Australia     |      |
| 9    | Zoe Gillings        | Gran Bretagna |      |
| 10   | Simona Meiler       | Svizzera      |      |
| 11   | Nelly Moenne-Loccoz | Francia       |      |
| 12   | Susanne Moll        | Austria       | DNS  |

Finale A
| Rank | Atleta             | Nazione     | Note |
| ---- | ------------------ | ----------- | ---- |
|      | Eva Samková        | Rep. Ceca   |      |
|      | Dominique Maltais  | Canada      |      |
|      | Chloé Trespeuch    | Francia     |      |
| 4    | Faye Gulini        | Stati Uniti |      |
| 5    | Aleksandra Zhekova | Bulgaria    |      |
| 6    | Michela Moioli     | Italia      | DNF  |

Data: Domenica 16 febbraio 2014 

Qualificazioni

Ora locale: 11:00 

Finale

Ora locale: 13:15 
 
Pista: 

Partenza: m, arrivo:m

Lunghezza: m, dislivello: m

Tracciatore:, porte 

Legenda:
- DNS = non partito (did not start)
- DNF = prova non completata (did not finish)
- DSQ = squalificato (disqualified)
- Pos. = posizione